# Woke

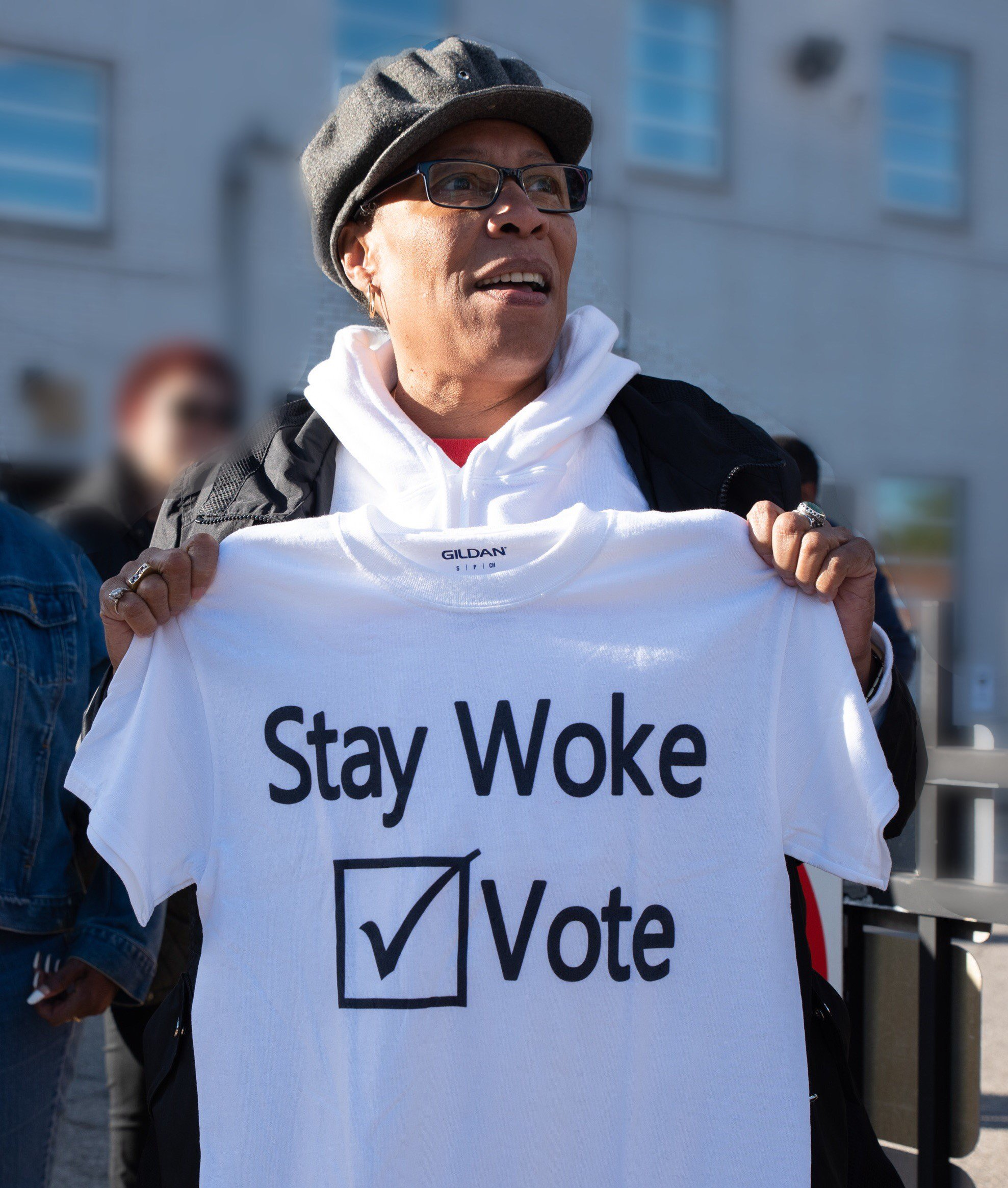
Marcia Fudge mit T-Shirt (2018), Aufschrift: Stay Woke, Vote („Bleib wachsam, wähle“)

Woke (Aussprache: [woʊk] ⓘ, englisch für „aufgewacht, wach; aufmerksam, wachsam“) ist ein im afroamerikanischen Englisch in den 1930er Jahren entstandener Ausdruck, der ein „wachsames“ Bewusstsein für mangelnde soziale Gerechtigkeit und Rassismus beschreibt. Im Zuge der durch die Erschießung des 18-jährigen Afroamerikaners Michael Brown 2014 in Ferguson im US-amerikanischen Bundesstaat Missouri ausgelösten Proteste gelangte der Begriff zu weiter Verbreitung, unter anderem in den Reihen der Black-Lives-Matter-Bewegung. In diesem Kontext entwickelt sich auch der abgeleitete Ausdruck stay woke als Warnung vor Polizeiübergriffen und ganz allgemein als Aufruf, sensibler und entschlossener auf systembedingte Benachteiligung zu reagieren.
Laut Duden bedeutet woke: „in hohem Maß politisch wach und engagiert gegen (insbesondere rassistische, sexistische, soziale) Diskriminierung“.
Zudem wird der Ausdruck woke inzwischen von Konservativen und Rechten als anti-wokeness politisch instrumentalisiert und – wie die Ausdrücke politische Korrektheit, Cancel Culture, Gutmensch und Social Justice Warrior – mit negativer Konnotation zudem häufig sarkastisch verwendet, um Linke und ihre Ziele abzuwerten. Auf der linken Seite des politischen Spektrums wird der Ausdruck mitunter ebenfalls abwertend gebraucht, um z. B. ein aggressives, rein performatives Vorgehen zu kritisieren. Die Selbstbeschreibung als woke ist indessen rückläufig.

## Begriffsgeschichte

### Grammatik
„Woke“ ist eine von manchen afroamerikanischen Sprechern der englischen Sprache verwendete Variante von woken („aufgewacht“), dem Partizip Perfekt des Verbs to wake.

### Ursprung in der afroamerikanischen Bevölkerung
Als Begriff wurde „woke“ von Afroamerikanern ab Mitte des 20. Jahrhunderts verwendet, die damit ein Bewusstsein für soziale Unterdrückung bezeichneten. Die erste Verwendung findet sich in der Aufnahme eines Lieds von Huddie Ledbetter (Leadbelly) über die Scottsboro Boys 1938 (im Interview-Teil nach dem Vortrag des Songs) und in einem Artikel des schwarzen Autors William Melvin Kelley von 1962, der von weißen Beatniks handelte, die sich schwarzen Slang aneigneten, und in einem Wortverzeichnis afroamerikanische Slangbegriffe aufführte. Im Jahre 2008 griff die Sängerin Erykah Badu den Begriff in ihrem Song Master Teacher auf.

### Popularisierung und Eingang im Mainstream
Ab 2012 wurde das Wort sowie die Formulierung to stay woke („wach bleiben“) vermehrt auf Twitter verwendet. Die Black-Lives-Matter-Bewegung griff ihn ab 2014 auf und rückte ihn verstärkt ins öffentliche Bewusstsein. Bei seiner Verbreitung im Mainstream wurde der Begriff erweitert und wird nun nicht mehr nur mit antirassistischem Aktivismus, sondern mit progressiver linker Politik und Identitätspolitik allgemein bzw. mit einem Bewusstsein für Ungerechtigkeiten, Ungleichheit und Unterdrückung von Minderheiten verknüpft. Während „woke“ ursprünglich mit Kritik an systemischen Machtstrukturen und entsprechenden Forderungen an die Politik verbunden war (Desegregation, faire Wohnungspolitik, Integration in Schulen), änderte sich die Bedeutung des Ausdrucks analog zu seiner Verbreitung im Mainstream und wurde vermehrt mit symbolischen Gesten wie dem Kniefall im Sport (um gegen Rassismus und Polizeigewalt zu protestieren) verknüpft.
2017 nahm das Oxford English Dictionary den Begriff auf. In den Duden wurde er 2021 aufgenommen. 2021 stand der Begriff auf der Shortlist für den Anglizismus des Jahres in Deutschland.

## Anti-Wokeness und Backlash

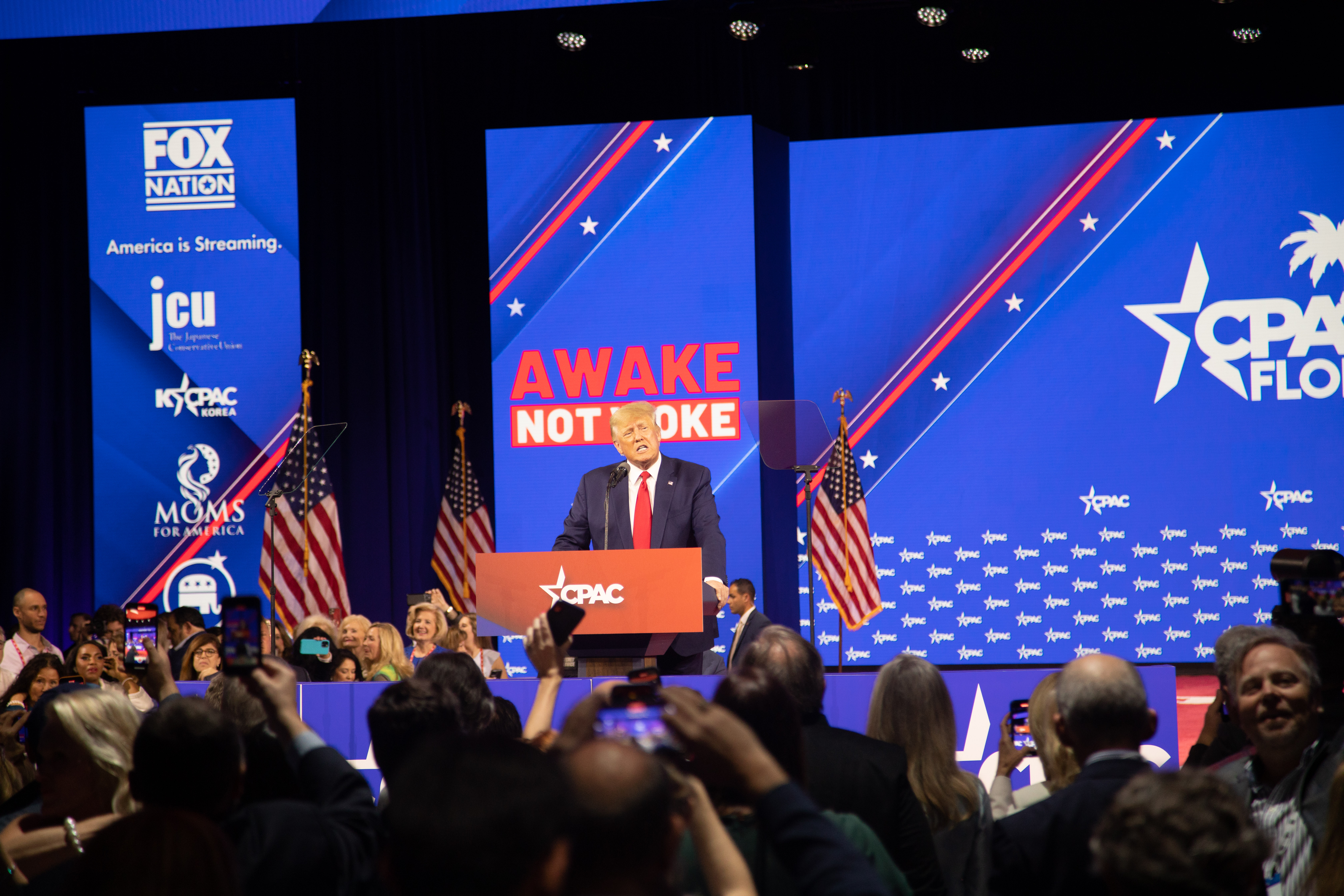
Donald Trump auf der CPAC in Florida (2022) vor dem Slogan „Awake not Woke“ („Wach, nicht woke“)

Der Begriff wird von Konservativen und Rechten bis hin zu Rechtsextremen wie z. B. der Alt-Right abwertend verwendet und als anti-wokeness immer wieder politisch instrumentalisiert. Bemühungen gegen Rassismus, Sexismus, Homophobie oder Transphobie werden als „abartig, verrückt, gefährlich und als unmittelbare Bedrohung“ für die heimische Lebensweise dargestellt. In diesem Zusammenhang wird z. B. vor einem „woken Irrsinn“ gewarnt. Aktivisten werden als „woker Mob“ abgewertet oder als Teil einer abgehobenen „woken Elite“, die im Gegensatz zu „der Bevölkerung“ stehe. Die moralische Panik in Bezug auf Wokeness knüpft an frühere Feindbilder der amerikanischen Rechten an, wie „politische Korrektheit“ und die sich auf die Frankfurter Schule beziehende antisemitische Verschwörungstheorie „Cultural Marxism“.
In den USA verknüpfen Konservative Woke-Sein mit Antiamerikanismus und Sozialismus. Entsprechende Feindbildkonstruktionen dienen im angloamerikanischen Raum auch dazu, Gesetze zu verabschieden, die die hegemonialen Machtstrukturen erhalten sollen, etwa Kriminalisierung von Protesten oder Verbot von Critical Race Theory an Schulen. Beispielsweise kündigte der konservative Gouverneur Ron DeSantis 2022 den Stop W.O.K.E. Act an, der nach Aussage des Gesetzes „Arbeitnehmern, Unternehmen, Kindern und Familien Instrumente an die Hand [gibt], mit denen sie sich gegen die ‚woke‘ Indoktrination wehren können“. Auch Donald Trump nutzte den Begriff und behauptete, Biden wolle Amerika „mit woke zerstören“. Im deutschen Sprachraum werden zusammengesetzte Begriffe wie Woke-Angriff, Woke-Irrsinn oder Woke-Culture auf abwertende Weise genutzt, zum Beispiel von der BILD-Zeitung. Ebenso agieren CDU/CSU seit der verlorenen Bundestagswahl 2021 gegen Wokeness, beklagen Einschränkungen von Freiheitsrechten und eine Bedrohung des „kulturellen Erbes“. Markus Söder sagte beispielsweise beim Politischen Aschermittwoch 2023, dass die Bundesregierung ein „anderes Deutschland“ wolle und ihr Leitmotiv Wokeness sei. Das im Mai 2023 verabschiedete Grundsatzprogramm der CSU enthält einen Satz zum Eintreten gegen den „Kulturkampf in Form von Identitätspolitik, Wokeness und Cancel Culture“. Der Journalist Hannes Soltau verwies 2021 im Tagesspiegel darauf, dass „woke“ als Selbstbeschreibung im deutschen Diskurs kaum vorkomme, das Wort als „Signalwort des reaktionären Backlashs jedoch omnipräsent“ sei. In Frankreich warnten 2021 Teile der Regierung um Emmanuel Macron und verschiedene französische Intellektuelle vor einer „außer Kontrolle geratenen woken Linken“ insbesondere an französischen Universitäten und verweisen auf deren Theorien zu Race, Gender und Postkolonialismus und der damit verbundenen Identitätspolitik. Auch in Israel behauptet die Likud-Partei, die Zivilisation sei durch den „Wokismus“ der Linken gefährdet.
Woke wird aber mitunter auch von Progressiven mit negativer Konnotation gebraucht, etwa um ein aggressives, rein performatives Vorgehen zu kritisieren, das der eigentlichen progressiven Agenda schade und die systemischen Ursachen der Unterdrückung nicht adressiere. Der politisch linke Publizist Bernd Stegemann z. B. bezeichnete Woke abwertend als „moralistisch-regressive Politik“, Susan Neiman veröffentlichte 2023 das Buch Links ist nicht woke.
Als Selbstbeschreibung ist woke infolgedessen rückläufig und wird zunehmend ersetzt durch versachlichende Beschreibungen, die sich auf soziale Gerechtigkeit und Einfühlungsvermögen beziehen.

### Einordnung des konservativen Backlash
Die Instrumentalisierung durch die US-Republikaner betrachtet der Geschichtsprofessor Seth Cotlar als Ausdruck eines „weißen Backlash“, der einen normalen und üblichen Prozess kulturellen Wandels pathologisiere und abwerte. Dem Politologen Bart Cammaerts zufolge hängt die „Anti-Wokeness“ auch mit der polarisierten und auf Spektakel ausgerichteten Medienlandschaft zusammen, die extremen Formen der Identitätspolitik überproportional viel Raum gebe, was wiederum von Konservativen etwa als „noch ein weiteres Beispiel für den ‚woken Wahnsinn‘“ instrumentalisiert werde. Den französischen Backlash gegen Wokeness ordnet der Historiker François Cusset (Universität Paris-Nanterre) als Symptom „einer kleinen, absteigenden, sich provinzialisierenden Republik“ ein, die Schuldige für ihren internationalen Bedeutungsverlust suche. Der Ethnologe Didier Fassin bezeichnet Macrons Kampf gegen „woke“ Akademiker als gefährliche Hexenjagd und als Teil seiner Wahlkampfstrategie, um rechte Wähler zu gewinnen. Ähnlich ordnet Albrecht von Lucke die Beteiligung von CDU/CSU an der Anti-Wokeness als Versuch ein, „der AfD klassische rechtspopulistische Themen“ abzugreifen und Entwicklungen zu instrumentalisieren, die „in einem Teil der Gesellschaft nicht begriffen [werden]“.
Der Politologe Jan-Werner Müller sieht in der „moralischen Panik über Wokeness“ eine Strategie von Liberalen, die vermeintliche „wahre Macht“ im Bereich der Kultur zu verorten statt über Steuer- und Wirtschaftspolitik zu reden. Auch der Autorin Astrid Zimmermann zufolge erlaubt die Rhetorik gegen woke, die von rechten Akteuren betrieben werde, Wut über „reale ökonomische Problemlagen aufzugreifen und sie identitär umzudeuten“ bzw. als Folge eines „kulturellen Fremdeinfluss“ darzustellen. Sie verweist dabei insbesondere auf die „Spätfolgen des globalisierten Neoliberalismus“, darunter „Arbeitslosigkeit, Lohnverfall, Zeitarbeit und auch die gesunkene Anerkennung vieler Tätigkeiten“. Rechte könnten sich so profilieren, ohne ein „Gegenprogramm anbieten [zu] müssen, das mehr soziale und ökonomische Absicherung gewährleisten würde.“
Frauke Steffens beschreibt in der FAZ Überschneidungen zwischen dem Kulturkampf gegen „woke“ und der Unterstützung für einen eugenisch motivierten, selektiven Pronatalismus, vor allem in rechten Kreisen in den Vereinigten Staaten um Elon Musk und J.D. Vance. Dies zeige, dass der „Kampf gegen ‚woke‘ nie Selbstzweck war“, sondern es darum ginge „Rassismus wieder salonfähig [zu] machen“ und die „Hierarchisierung von ‚wertem‘ und ‚unwertem‘ Leben [zu] normalisieren“.

## Abgeleitete Begriffe

### Woker Kapitalismus
Der Begriff Woke Capitalism (‚woker Kapitalismus‘) geht auf den New-York-Times-Kolumnisten Ross Douthat aus dem Jahre 2018 zurück. Er meint damit die Strategie großer Konzerne, durch Virtue signalling (deutsch etwa ‚Tugendsignalisierung‘) Bemühungen zur höheren Besteuerung oder stärkeren Regulierung (beispielsweise durch Quoten) zu verhindern. Die Journalistin Helen Lewis beschrieb es als „das eherne Gesetz des woken Kapitalismus“, dass große Unternehmen stets versuchen würden, durch wenig einschneidende, aber sichtbare „progressive Gesten“, wie Diversity Trainings oder die Benennung einer Frau als CEO, tatsächlich strukturverändernden Reformen aus dem Weg zu gehen.
In den USA wird auch von der Republikanischen Partei und Konservativen Kritik am Woke Capitalism und an woken Unternehmen geäußert, denen beispielsweise steuerliche Nachteile angedroht werden. So setzen viele republikanisch regierte Bundesstaaten der USA Investmentfirmen unter Druck, die sich an ESG-Kriterien orientieren, welche von den Republikanern als „woke“ kritisiert werden. ESG beschreibt die Praxis, Finanzprodukte nach ökologischen und sozialen Auswirkungen sowie guter Unternehmensführung zu bewerten. Teils wird staatlichen Akteuren verboten, bei Investitionsentscheidungen ESG-Kriterien zu beachten oder mit Unternehmen zusammenzuarbeiten, die dies tun. Dies führte beispielsweise dazu, dass sich Vanguard aus einer Klimainitiative zurückzog.
Adam Serwer stellt in dem Magazin The Atlantic fest, dass die Kritik der Republikaner an der Macht von woken Unternehmen „oberflächlich“ sei. Die Republikaner seien nicht daran interessiert, die Wirtschaftsordnung oder die Vermögenskonzentration an sich in Frage zu stellen, sondern wollten diese bloß zu ihrem Vorteil hin verschieben und Unternehmen dazu bringen, sich im Kulturkampf auf ihre Seite zu schlagen. Ähnlich argumentiert Jamelle Bouie in der New York Times: „Republikanische Kritiker haben kein echtes Interesse daran, den Einfluss der Unternehmen einzuschränken oder Arbeitern mehr Macht zu geben.“

### Woke Washing
Die Verwendung sozialer und aktivistischer Themen von Marken zu PR-Zwecken wird seit etwa 2021 analog zu Greenwashing, Sportswashing, Whitewashing etc. als Woke Washing bezeichnet.
Von Woke Washing spricht man, wenn ein Unternehmen zwar für soziale Gerechtigkeit wirbt bzw. Corporate Social Initiatives betreibt, dies aber nicht mit den Zielen, Werten oder Handlungen des Unternehmens übereinstimmt. Ein Beispiel dafür sind Fast-Fashion-Unternehmen, die für den Internationalen Frauentag werben, gleichzeitig aber von der Ausbeutung von Arbeiterinnen profitieren. Ein anderes Beispiel ist der Autohersteller Audi, der seine Mitarbeiter mit einer geschlechtergerechten Sprache anspricht, während strukturelle Benachteiligungen weiterhin präsent sind und die „größtenteils männlichen Aktionäre im Hintergrund reicher und reicher werden“. Davon abzugrenzen ist brand activism.